# Wilhelm Heimer
Wilhelm Heimer i riksdagen kallad Heimer i Gäserud, född 13 september 1857 i Håbol, död där 20 februari 1929, var en svensk folkskollärare och politiker (liberal).
Wilhelm Heimer, som var son till en skollärare, tog folkskollärarexamen vid seminariet i Karlstad 1884 och var från året därpå folkskollärare i Håbol, där han också hade kommunala uppdrag. Han var riksdagsledamot i andra kammaren år 1902 för Tössbo och Vedbo domsagas valkrets. I riksdagen anslöt han sig till Frisinnade landsföreningens riksdagsgrupp Liberala samlingspartiet.